# Сарайчиківський сільський округ
Сара́йчиківський сільський округ (каз. Сарайшық ауылдық округі, рос. Сарайчиковский сельский округ) — адміністративна одиниця у складі Махабетського району Атирауської області Казахстану. Адміністративний центр — село Сарайчик.
Населення — 2851 особа (2021; 2562 у 2009, 2512 у 1999, 2296 у 1989).
Станом на 1989 рік існувала Сарайчиківська сільська рада (села Опитне Поле, Сарайчик).

## Склад
До складу округу входять такі населені пункти:
| Населений пункт       | Колишні назви | Населення, осіб (1989) | Населення, осіб (1999) | Населення, осіб (2009) | Населення, осіб (2021) |
| --------------------- | ------------- | ---------------------- | ---------------------- | ---------------------- | ---------------------- |
| Сарайчик, село        | Опитне Поле   | 1757                   | 1939                   | 1900                   | 2260                   |
| Старий Сарайчик, село | Сарайчик      | 539                    | 573                    | 662                    | 591                    |